# خوسيه آيكارت
خوسيه «بيبي» آيكارت سويس (من مواليد 17 أكتوبر 1986 في مدريد) هو لاعب كرة قدم إسباني، يلعب لنادي هويسكا في مركز خط الوسط الدفاعي.

## وصلات خارجية
- خوسيه آيكارت على موقع قاعدة بيانات كرة القدم.إي يو (الإنجليزية)
- خوسيه آيكارت على موقع Soccerway.com (الإنجليزية)
- خوسيه آيكارت على موقع AS.com (الإسبانية)

- BDFutbol profile
- Futbolme profile (بالإسبانية)